# Armand Hacquaert
 (mars 2012).
Si vous disposez d'ouvrages ou d'articles de référence ou si vous connaissez des sites web de qualité traitant du thème abordé ici, merci de compléter l'article en donnant les références utiles à sa vérifiabilité et en les liant à la section « Notes et références ».
Armand Hacquaert (Gand, 1906 - 1989) est un géologue belge.

## Biographie
Étudiant brillant, il complète ses études à l'Athénée royal de Gand à l'âge de 17 ans, et est un des premiers étudiants à s'inscrire à la section flamande de l'université de Gand où il serait le tout premier à obtenir un doctorat en sciences naturelles en 1928.
Lors de la flamandisation complète de l'université en 1932, il est le plus jeune des chargés de cours nommés à l'époque. En 1936, il est nommé titulaire de la chaire de géologie, qu'il occupera pendant quarante ans jusqu'à sa retraite en 1976. Pendant toute cette période, il dirige le laboratoire de géologie et de pétrographie de l'Université.
Membre de la Mineralogical Society à Londres et de la Paleontological Society, ses premières recherches concernaient des minéraux du Congo et ont été publiées dans le livre Recherches lithologiques sur des roches carbonatées du Katanga.
Il participe aussi à des explorations géologiques dans le Bas-Congo, au Yangami[Où ?] et au Katanga. Membre de la Commission de géologie du ministère des Colonies, il est le premier à étudier les micro-fossiles de Kisantu, le cryptozone de Lenda et les Girvanellas de Mwashya.
En Flandres, il s'intéresse de près aux problèmes de l'eau et publie la première carte hydrographique de la région de Courtrai, ainsi qu'un essai de synthèse des phénomènes arthésiques.
Pendant trente ans, il a assuré la rédaction de la Revue des sciences naturelles (Natuurwetenschappelijk Tijdschrift) de l'université de Gand et a organisé un grand nombre d'excursions géologiques interuniversitaires. Il a été invité comme conférencier par les universités de Lille, Paris, Groningue, Amsterdam, Utrecht, Wageningue, Leyde, Delft, Louvain et New Delhi. En 1960, il est élu secrétaire général de l'IAUPL (International Association of University Professors and Lecturers) dont le siège est transféré à Gand à cette occasion.
Issu d'une famille de libres-penseurs, il a été un grand défenseur de l'enseignement public et s'intéressait de près aux aspects sociaux de la vie universitaire. Pendant l'occupation allemande, il organise une cantine estudiantine à l'université pour que les étudiants ne meurent pas de faim. À la fin de la guerre, il doit se cacher à Bruxelles avec sa famille pour éviter d'être arrêté par la Gestapo.
Après la guerre, il est élu conseiller communal pour le parti socialiste à Gand, mandat renouvelé en 1952 et 1958. De 1953 à 1958, il est échevin de l'enseignement public et de la culture. Pendant cette période, il organise des manifestations culturelles importantes comme l'exposition Charles Quint et son temps et la série de concerts Autour du trône de Joseph II qui se transformerait plus tard en Festival des Flandres.
Président de l'Opéra de Gand et de nombreuses fondations culturelles, comme la Fondation Maurice Maeterlinck dont il était le cofondateur (malgré l'opposition féroce de ce dernier à la flamandisation partielle de l'université de Gand en 1928), il était membre de la Commission nationale belge de l'Unesco depuis sa création en 1949 et faisait partie de la Délégation belge aux conférences générales de l'Unesco.
L'apogée de sa carrière fut l'invitation faite par son concitoyen et ministre Théo Lefèvre pour assurer la présidence du Conseil national de politique scientifique de Belgique, mandat qu'il assura avec beaucoup de diplomatie jusqu'à sa retraite.